# Tijdelijke wet ambulancezorg
De Tijdelijke wet ambulancezorg (Twaz) is een Nederlandse wet die van 1 januari 2013 tot en met 1 januari 2018 de ambulancezorg regelt. De wet vervangt de Wet ambulancevervoer uit 1971. De tijd waarin de wet in werking is wordt door de Nederlandse overheid gebruikt de ambulancezorg in relatie tot de acute zorg en de openbare orde en veiligheid te reguleren.

## Inhoud
Het volgende is in deze wet vastgelegd:
- per regio wijst de minister één regionale ambulancevoorziening (RAV) aan die verantwoordelijk is voor de meldkamer en de ambulancezorg
- de minister kan de bevoegdheden van een RAV intrekken
- de RAV is verantwoordelijk voor toewijzing van ambulancezorg aan een situatie. Daarnaast kan deze in overleg met andere RAV's ambulances inzetten van andere regio's.
- alleen de RAV is bevoegd voor het verrichten van ambulancezorg
- ambulancezorg mag alleen worden verricht in opdracht van de meldkamer
- er worden aan een RAV kwaliteitseisen gesteld, bijvoorbeeld ten aanzien van de bekwaamheid van personeel, organisatie, materieel en de samenwerking met zorginstellingen. Daarnaast is dit bepalend voor de taken bij ongevallen en rampen.
- bereikbaarheidsnorm: binnen deze wet is bepaald dat een ambulance bij een levensbedreigende situatie (A1-urgentie) binnen 15 minuten bij de patiënt moet zijn.

## Verwijzingen